# Avengers FC
Avengers Football Club ist ein Fußballverein der Britischen Jungferninseln mit Sitz in Spanish Town, im Süden von Virgin Gorda. Der Verein spielt seit der Saison 2024/25 in der BVIFA National Football League, der höchsten Spielklasse des Landes.

## Geschichte

### Herrenfußball
Der Verein wurde in Spanish Town gegründet und die Männer traten 2024/25 erstmals in der BVIFA National Football League an. Sein erstes Ligaspiel bestritt der Avengers Football Club am 20. Oktober 2024, verlor jedoch mit 0:6 gegen Lion Heart FC. Das erste Tor der Vereinsgeschichte erzielte das Team erst am vierten Spieltag, als es knapp mit 2:3 gegen Old Madrid unterlag. In ihrer Debütsaison (2024/25) belegten die Avengers den letzten Platz, blieben in 20 Spielen punktlos und erzielten lediglich 8 Tore bei 112 Gegentoren. Mit dieser Bilanz stellte der Verein die zweitschlechteste Abwehr der Liga, knapp hinter Old Madrid, die ein Gegentor mehr kassierten.

### Frauenfußball
Die Frauenfußball-Abteilung Avengers WFC, gegründet im Jahr 2016, besteht deutlich länger als die Männerabteilung des Vereins. Zusammen mit dem Virgin Gorda Ladies FC, dem Ballstarz WFC und den Panthers WFC tritt sie in der Women BVIFA National Football League, der höchsten Spielklasse des Verbandes, an.

## Bekannte Spieler
Jung Chul-Woon (2024–) 
Bei den Herren des Avengers Football Club spielten in der Saison 2024/25 auffällig viele Spieler aus Venezuela. Ender Ayala, Jhoynner Vargas, Jesús Tovar und mit 3 Toren der beste Torschütze der Mannschaft (2024/25) Jonathan Antequera mit 3 Treffern.

## Stadion
Die Heimspielstätte des Vereins ist der Virgin Gorda Recreation Ground mit einer Kapazität von 1.000 Zuschauern. Gelegentlich trägt der Verein seine Spiele auch im East End Stadium oder auf dem Sherly Ground aus.